# Hans Schleicher (Forstwissenschaftler)
Hans Schleicher (* 4. Februar 1910 in Meiningen; † 26. Dezember 1973 in Bad Neuenahr) war ein deutscher Forstwissenschaftler. Er war von 1969 bis 1973 oberster Forstbeamter der Bundesrepublik Deutschland.

## Leben und Wirken
Er stammte aus einer Forstbeamtenfamilie. Nach dem Schulabschluss studierte er in Hann. Münden und München und promovierte zum Doktor der Forstwissenschaften. Seit dem Wintersemester 1929/30 gehörte er der Burschenschaft Saxonia Hann. Münden und seit 1956 der Burschenschaft Brunsviga Göttingen an.
Er trat in den Staatsdienst ein und wurde Oberlandforstmeister und Referent bei der Abteilung Forst- und Holzwirtschaft im Bundesministerium für Ernährung, Landwirtschaft und Forsten in Bonn. Er war Vorsitzender des Kuratoriums für Waldarbeiter und Forsttechniker und Vorstandsmitglied der Hessischen Forstvereinigung. 1969 wurde er als Nachfolger von Ministerialdirigent Franz Klose oberster Forstbeamter der BRD. Als Ministerialdirigent war er Leiter der Abteilung VI Forst- und Holzwirtschaft, Jagdwesen im Bundesministerium für Ernährung. Er starb während eines kurzen Erholungsurlaubes zu Weihnachten 1973. Sein Nachfolger wurde 1974 Karl Oedekoven.

## Schriften (Auswahl)
- Das Massensterben unserer Obstbäume nach den Wintern 1939/40 und 1940/41. 1943.